# Nba Saghru
Nba, nome d'arte di M’barek Oularbi (Mellab, 12 settembre 1982 – Mellab, 9 gennaio 2011), è stato un cantautore, poeta, pittore, armonicista e militante marocchino di etnia berbera e di lingua madre tamazight.

## Biografia
Nba è nato a Mellab, un piccolo villaggio nel sud-est del Marocco in una famiglia di modeste condizioni. Nba, il rappresentante del gruppo Saghru, scopre la sua vera passione per l'arte in giovane età.
Influenzato da artisti come Mohamed Mallal, Idir, Bob Dylan e altri, ha cominciato a comporre le sue prime canzoni in giovane età. Ha cantato con gli amici, a scuola, nelle associazioni culturali berbere e infine, presso l'università. Pochi anni dopo, il giovane artista si è laureato in Diritto Pubblico Francese e in letteratura e ha fondato il gruppo Saghru di cui è stato, fino alla morte, l'esponente di spicco. Una band affascinante e moderna che nel tempo ha creato, insieme a Mallal, un particolare stile moderno, chiamato stile Amun.
Colpito da una grave malattia che in breve tempo lo ha reso infermo, dopo alcuni mesi Nba è morto prematuramente il 9 gennaio 2011.

### Biografie dei membri del gruppo
Khalid
Khalid è fratello minore di Nba, è nato nel 1986 a Mellab, nel sud est del Marocco, appassionato di musica e chitarra, dalla sua giovinezza. Il giovane compositore, poeta e cantante è uno dei più importanti membri di Saghru Band. Nel frattempo, ha seguito i suoi studi in letteratura. Le sue canzoni parlano di nostalgia, sua lingua e sua cultura.

## Poesie/canzoni
- Adur allagh (Non devo piangere)
- Azul, azul (Ciao, ciao)
- Aldjig (Il fiore)
- Tarwa n tmazirt (Figli del mio paese)
- Anassaf (L'ospite)
- Tarir (Mostra)
- Tabrat i Ubama (Messaggio a Obama)
- Igllin Muha (Povero Muha)
- Slimane Ouali (Canzone dedicata al militante amazigh Ouali)
- Amghnas (Il militante)
- Tagrest taberkant (Inverno nero)

## Canzoni su Nba
- Amnay, Anazur (artista).
- Mohamed Mallal, Iddad iddu (è venuto ed è andato).
- Utmazirt, Urk nttu (non ti abbiamo dimenticato).
- Khaled El Bdraoui, Nba.
- Omar Ait Said, Atbir n tilelli (colomba della libertà).

## Discografia
- Muḥa 2007;
- Tilelli (Libertà) 2008;
- Awesi tala (Aiutami a piangere) 2009;
- No borderline 2010.